# Алберт I, војвода Саксоније
Албрехт I (нем.Albrecht I; 1175 — 7. октобар 1260) био је војвода Саксоније, Ангрије и Вестфалије; Лорд од Нордалбингиа; гроф од Анхалта; и кнез-изборник и архимаршал Светог римског царства. Иако је његов деда Алберт Медвед држао саксонско војводство између 1138. и 1142. године, овај Алберт се рачуна као први.

## Биографија
Члан династије Асканија, Алберт је био млађи син Бернарда III, војводе од Саксоније, и Јудите (Јуте) од Пољске, ћерке Мјешка III Старог. После очеве смрти 1212. године, преживели синови покојног војводе поделили су његову земљу према законима куће Асканијa: Старији Хенрик је добио Анхалт, а млађи Албрехт Саксонско војводство. Албрехт је подржао Отона IV, цара Светог римског царства, у његовим ратовима против Хоенштауфена.
Године 1218, Албрехтов ујак принц-надбискуп Валдемар од Данске, који је био збачен са свог положаја принца-надбискупа Бремена, нашао је уточиште у Саксонији, пре него што се придружио опатији Локум као монах.
Војвода Албрехт I се 22. јула 1227. године, прогласио сабратом победником у бици код Борнховеда, командујући левим крилом Светог римског царства, дајући подршку као вазал лордова грофова од Шауенбурга и Холштајна, привилегија коју је изгубио његов наследник Јован V. 1474. године. Након Борнховеда, војвода Албрехт I је ојачао и проширио своју тврђаву и замак у Лауенбургу на Елби, који је његов отац Бернард подигао 1182. године.
Војвода Албрехт I је дошао у сукоб са Лудолфом I, принцом-бискупом Рацебурга, и прописно је затворио бискупа Лудолфа I, где је био тешко претучен, а касније послат у изгнанство.
Након Алберхтове смрти у опатији Лехнин, његови синови, старији Јохан I и млађи Албрехт II, владали су заједно као војводе Саксоније, а војводу Јохана I су наследила његова три сина Албрехт III, Ерик I и Јохан II, док се пре 20. септембра 1296. године, нису раздвојили. Саксонија у Сакс-Лауенбург и Сакс-Витенбергу, при чему браћа заједнички владају првим, а Албрехт II другим.

## Породица
Године 1222. војвода Албрехт I се оженио Агнесом од Аустрије, ћерком војводе Леополда VI од Аустрије. Они су имали:
- Бернард (ум. после 1238.);
- Јудита Саксонска, (1) ∞ 17. новембар 1239. Дански краљ Ерик IV (*1216–1250); и (2) ∞ Буркхард VIII од Куерфурт-Росенбурга, Бурграве од Магдебурга (1273–1313 забележено);
- Ен Мери (Ана Марие; умрла 7. јануара 1252), ∞ војвода Барним I од Помераније;
- Бриџит (Бригита Јута) (ум. 4. априла 1266), вереница Отона од Брунсвика и Луненбурга, ∞ пре 1255. маркгроф Јохан I од Бранденбурга [оснивач Јохановске лозе Бранденбург-Стендал];
- Матилда (Мехтилд) (ум. 28. јула 1266), ∞. 1241 гроф Јохан I од Шауенбурга и Холштајн-Кила;

Војвода Албрехт I се 1238. године, оженио Агнесом од Тирингије (*1205–1246), ћерком ландграфа Хермана I од Тирингије. Они су имали:
- Агнес, ∞ војвода Хаjнрих III од Шлеске-Бреслау;
- Јута, ∞ 1255, Јохан I, маркгроф од Бранденбурга; 2: Буркхард VIII од Розенбурга, бургроф од Магдебурга;
- Маргарета (ум. 1265), ∞ 1264 гроф Хелмолд III од Шверина.

Године 1247. војвода Албрехт I се оженио Хеленом од Брунсвик-Лунебурга (*1231–6. септембар 1273), ћерком војводе Отона Детета.
- Хелене (*1247–12. јун 1309), (1) ∞ 1266. војвода Хајнрих III Бели од Шлеско-Бреслауа, и (2) ∞ 1275. Бургроф Фридрих III од Нирнберга;
- Елизабета (ум. пре 2. фебруара 1306), (1) ∞ 1250. гроф Јохан I од Шауенбурга и Холштајн-Кила, (2) ∞ 1265. гроф Конрад I од Бренa;
- Јохан I (* после 1248–30. јула 1285, у Витенбергу на Елби), војвода од Саксоније заједно са својим млађим братом Албрехтом II, поднео је оставку 1282, Јохан I се оженио 1257 Ингеборг Биргерсдотер од Смаланда (*1247/или око 1253–1302), ћерка или унука Биргера Јарла;
- Алберт (Албрехт) II (*1250–25. август 1298), војвода - савладар Саксоније са својим старијим братом Јоханом II (до 1282), затим са синовима потоњег (до 1296), затим као једини војвода свог дела војводства - Сакс-Витенберг, ∞ 1273. Агнес (ака Хагне) (*око 1257–11. октобар 1322, у Витенбергу), ћерка немачког краља Рудолфа I Хабзбурга;
- Рудолф (ум. после 1269), ∞ Ана, ћерка грофа Палатина Лудвига од Баварске.